# Ingeniería mecatrónica
La ingeniería mecatrónica (también, mecatrónica) es una rama multidisciplinaria de la ingeniería, la cual desarrolla dispositivos y tecnologías de varios campos del conocimiento en los que se unen las ramas de sistemas, electrónica, mecánica y control, con el uso combinado de la robótica y de la ingeniería electrónica y sistemas. La mecatrónica engloba así el desarrollo de productos que involucren un sistema de control para productos o procesos inteligentes, lo cual busca crear maquinaria más compleja para facilitar las actividades del ser humano a través de procesos electrónicos de sistemas de control aplicados en la industria. Esta disciplina une la ingeniería de sistemas/ciencia de la computación,[cita requerida] la ingeniería electrónica, la ingeniería mecánica y la ingeniería de control.

## Origen del término
Se puede tomar como origen del término mecatrónica el siglo XX: En 1969 la empresa japonesa "Yaskawa Electric Co." acuñó el término mecatrónica, recibiendo en 1971 el derecho de marca. En 1982 Yaskawa permitió el libre uso del término.

## Definición
La Ingeniería Mecatrónica se fundamenta en la integración de varias áreas, especialmente la Computación/Sistemas, la mecánica, la electrónica y la robótica.
Un consenso común es describir a la mecatrónica como una disciplina integradora de las áreas de mecánica, electrónica e informática cuyo objetivo es proporcionar mejores productos, procesos y sistemas industriales. La mecatrónica no es, una nueva rama de la ingeniería, sino un concepto recientemente desarrollado que enfatiza la necesidad de integración y de una interacción intensiva entre diferentes áreas de la ingeniería.
Con base en lo anterior, se puede hacer referencia a la definición propuesta por J. A. Rietdijk: "Mecatrónica es la combinación sinérgica de la ingeniería mecánica de precisión, de la electrónica del control automático y de los sistemas para el diseño de productos y procesos". Existen, claro está, otras versiones de esta definición, pero esta claramente enfatiza que la mecatrónica está dirigida a las aplicaciones y al diseño.
La Mecatrónica nace para suplir tres necesidades latentes; la primera, encaminada a automatizar la maquinaría y así lograr procesos productivos ágiles y fiables; la segunda, crear productos inteligentes que respondan a las necesidades del mundo moderno; y la tercera, por cierto muy importante, armonizar los componentes mecánicos y electrónicos de las máquinas, ya que en muchas ocasiones era casi imposible lograr que tanto mecánica como electrónica manejaran los mismos términos y procesos para hacer o reparar equipos.
Un ingeniero en mecatrónica es un profesional con amplio conocimiento teórico, práctico y multidisciplinario capaz de integrar y desarrollar sistemas automatizados o autónomos que involucren tecnologías de varios campos de la ingeniería. Este especialista entiende del funcionamiento de los componentes mecánicos, eléctricos, electrónicos y computacionales de los procesos industriales y tiene como referencia el desarrollo sostenible. Tiene la capacidad de seleccionar los mejores métodos y tecnologías para diseñar y desarrollar de forma integral un producto o proceso, haciéndolo más compacto, de menor coste y con valor añadido en su funcionalidad, calidad y desempeño. Su enfoque principal es la automatización industrial, la innovación en el diseño y la construcción de dispositivos y máquinas inteligentes.
Un ingeniero mecatrónico está capacitado para:
- Diseñar, construir e implementar productos y sistemas mecatrónicos para satisfacer necesidades emergentes bajo el compromiso ético de su impacto económico, social, ambiental y político.
- Interpretar información técnica de las  áreas que componen  la Ingeniería Mecatrónica para la transferencia, adaptación,  asimilación e innovación de tecnologías de vanguardia.[1]
- Gestión de proyectos de investigación y transferencia de tecnología.

- Generar soluciones basadas en la creatividad, la innovación y la mejora continua de sistemas de control y automatización de procesos industriales y de Tecnología.
- Enfrentar problemas relacionados con la industria en las áreas de Automatización, Diseño Mecatrónico, Control, Robótica, Electrónica, Procesos de Manufactura y Manejo de Software especializado en el área.[3]
- Desarrollar algoritmos de programación que implementen diferentes dispositivos electrónicos para crear software de control y adquisición de datos en múltiples plataformas y la integración de información a través de redes de datos para proponer soluciones a las necesidades informáticas de la industria.[4]
- Apoyar a la competitividad de las empresas a través de la automatización de procesos.

- Evaluar, seleccionar e integrar dispositivos y máquinas mecatrónicas tales como robots, tornos de control numérico, controladores lógicos programables, computadoras industriales, entre otros, para el mejoramiento de procesos industriales de manufactura.
- Dirigir equipos de trabajo multidisciplinario.[5]

En el plan de estudios de la ingeniería mecatrónica usualmente se encuentra:
- Ingeniería electrónica: Electrónica digital, electrónica analógica, filtros electrónicos, circuitos eléctricos en el dominio del tiempo y frecuencia, sistemas embebidos, máquinas eléctricas, procesamiento digital de señales, sistemas de comunicación, electrónica de potencia, sistemas de instrumentación industrial, sensores y actuadores, sistemas electromecánicos, sistemas de control industrial, sistemas lineales digitales enfoque clásico y moderno, sistemas no lineales, identificación de sistemas, automatización industrial, sistemas ciberfísicos, control de sistemas mecatrónicos, diseño eléctrico asistido por computadora (CAD), mantenimiento preventivo y correctivo.
- Ciencia de la Computación: Programación estructurada, programación orientada a objetos, sistemas operativos robóticos, sistemas en tiempo real, programación concurrente, simulación de sistemas, redes neuronales artificiales, visión artificial.
- Ingeniería mecánica: Mecánica de materiales, mecánica de fluidos, diseño mecánico asistido por computadora (CAD), neumática e hidráulica, vibraciones mecánicas, análisis y síntesis de mecanismos, mantenimiento preventivo y correctivo.
- Ingeniería industrial: Contabilidad de costos, ingeniería económica, administración de empresas, administración de proyectos, investigación de operaciones, sistemas de calidad, producción industrial, logística, desarrollo sustentable, tecnología y medio ambiente.
- Ingeniería de procesos: Química industrial, mecánica de producción, ensamblaje electrónico industrial, procesos de manufactura, sistemas de manufactura flexible, control de procesos, operaciones de proceso.

## Uso útil
Entendiendo que la mecatrónica abarca disciplinas muy amplias y complejas, La mecatrónica no es un concepto nuevo o una ingeniería nueva, sino la síntesis de ciertas áreas de ingeniería. 
Su principal objetivo es cubrir ciertas necesidades como: 
- Automatizar la maquinaria: así se consigue que sea ágil, productiva y fiable.

- Creación de productos inteligentes que, sobre todo, responden a las necesidades del ser humano.

- Armonizar los componentes mecánicos y los electrónicos.

Las principales industrias que utilizan la mecatrónica son: 
- Empresas de la industria de la automatización: empresas que utilizan sistemas computarizados y electromecánicos para controlar maquinarias o procesos industriales.

Por tanto, la mecatrónica puede aplicarse a muchos campos, desde la medicina hasta la minería, pasando por la industria farmacéutica, automovilística, textil, alimentación, petrolera, etc.

## Historia
La mecatrónica tiene como antecedentes inmediatos a la investigación en el área de cibernética realizada en 1936 por Alan Turing, en 1948 por Norbert Wiener y Morthy, las máquinas de control numérico, desarrolladas inicialmente en 1946 por George Devol, los manipuladores, ya sean teleoperados, en 1951 por Goertz, o robotizados, en 1954 por Devol, y los autómatas programables, desarrollados por Bedford Associated en 1968.
En 1969, Tetsuro Mori, ingeniero de la empresa japonesa Yaskawa Electric Co., acuña el término mecatrónica, y en 1971 se le otorga el derecho de marca. En 1982 Yaskawa permite el libre uso del término.
En los años setenta, la mecatrónica se ocupó principalmente de la tecnología de servomecanismos usada en productos como puertas automáticas, máquinas automáticas de autoservicio y cámaras "auto-focus". En este enfoque pronto se aplicaron métodos avanzados de control. En los años ochenta, cuando la tecnología de la información fue introducida, los ingenieros empezaron a incluir microprocesadores en los sistemas mecánicos para mejorar su desempeño. Las máquinas de control numérico y los robots se volvieron más compactos, mientras que las aplicaciones automotrices como los mandos electrónicos del motor y los sistemas anticerrado y frenando se hicieron extensas. Por los años noventa, se agregó la tecnología de comunicaciones, creando productos que podían conectarse en amplias redes. Este avance hizo posibles funciones como la operación remota de manipuladores robóticos. Al mismo tiempo, se están usando novedosos microsensores y microactuadores en nuevos productos. Los sistemas microelectromecánicos como los diminutos acelerómetros de silicio que activan las bolsas de aire de los automóviles.

## Educación
En muchos países hay instituciones que ofrecen carreras de pregrado y posgrado en mecatrónica como lo son Nueva Zelanda, Australia, Canadá, Argentina, Chile, Bolivia, Brasil, Colombia, Perú, Ecuador, Paraguay, Venezuela, República Checa, Dinamarca, Francia, Alemania, Honduras, Hungría, India, Irán, Irlanda, Islandia, Japón, Jordania, Malasia, México, Noruega, Pakistán, Polonia, Portugal, Singapur, Eslovenia, España, Sudáfrica, Suecia, Turquía, Reino Unido, Estados Unidos, Costa Rica, El Salvador, República Dominicana, Guatemala, Nicaragua , Panamá. e Italia.